# Abortar en Londres
Abortar en Londres  è un film del 1977 diretto da Gil Carretero.

## Trama
Negli anni in cui l'aborto era illegale in Spagna, una giovane donna Teresa, viene violentata davanti al suo fidanzato e poco dopo scopre di essere incinta. In preda al panico per la nascita di un bambino che non si sente nemmeno suo e, allo stesso tempo, sotto pressione dal fidanzato, la protagonista si reca a Londra per abortire. Nella capitale britannica incontrerà tre ragazze che si trovano nella sua stessa situazione.